# Otisville (Nova York)
Otisville és una població dels Estats Units a l'estat de Nova York. Segons el cens del 2000 tenia 989 habitants.

## Demografia
Segons el cens del 2000, Otisville tenia 989 habitants, 356 habitatges, i 250 famílies. La densitat de població era de 553,4 habitants per km².
Dels 356 habitatges en un 37,6% hi vivien nens de menys de 18 anys, en un 51,1% hi vivien parelles casades, en un 15,4% dones solteres, i en un 29,5% no eren unitats familiars. En el 24,7% dels habitatges hi vivien persones soles el 12,6% de les quals corresponia a persones de 65 anys o més que vivien soles. El nombre mitjà de persones vivint en cada habitatge era de 2,78 i el nombre mitjà de persones que vivien en cada família era de 3,33.
Per edats la població es repartia de la següent manera: un 28,2% tenia menys de 18 anys, un 8,8% entre 18 i 24, un 27,3% entre 25 i 44, un 24,9% de 45 a 60 i un 10,8% 65 anys o més.
L'edat mediana era de 37 anys. Per cada 100 dones de 18 o més anys hi havia 87,8 homes.
La renda mediana per habitatge era de 49.500 $ i la renda mediana per família de 56.875 $. Els homes tenien una renda mediana de 41.023 $ mentre que les dones 31.023 $. La renda per capita de la població era de 19.752 $. Entorn del 5,7% de les famílies i el 7,5% de la població estaven per davall del llindar de pobresa.